# Kleine zeefwesp
De kleine zeefwesp (Crabro peltarius) is een vliesvleugelig insect uit de familie van de graafwespen (Crabronidae). De wetenschappelijke naam van de soort is voor het eerst geldig gepubliceerd in 1784 door Schreber.

## Kenmerken
Het mannetje heeft kenmerken schilden op de voorpoten. Vrouwtjes graven graag gangen in zanderige gebieden voor hun broedsel. Op het donkere achterlijf hebben ze gele banden, die niet allemaal doorlopen. Het achterste deel van het scutum en de kruin bevatten geen lengteribbels.

## Voorkomen
De soort komt voor in Europa en Azië tot aan Korea. Het leeft in open zanderige gebieden, maar komt ook voor steden, bijvoorbeeld in de voegen van straatstenen. De dieren vliegen van eind mei tot half september. De soort is zeldzaam in Centraal-Europa in het zuiden en algemeen in het noorden. 